# Epitrichius shinshuingensis
Epitrichius shinshuingensis är en skalbaggsart som beskrevs av Li och Yang 2008. Epitrichius shinshuingensis ingår i släktet Epitrichius och familjen Cetoniidae. Inga underarter finns listade i Catalogue of Life.